# Спенсер, Эмерсон
Эмерсон Спенсер (англ. Emerson Lane «Bud» Spencer; 10 октября 1906, Сан-Франциско, Калифорния — 15 мая 1985, Пало-Алто, Калифорния) — американский легкоатлет (бег на короткие дистанции), чемпион летних Олимпийских игр 1928 года в Амстердаме, рекордсмен мира.

## Биография
В начале своей карьеры Спенсер участвовал в беге на короткие дистанции и беге с препятствиями и финишировал вторым в беге с низкими барьерами на 220 ярдов и четвёртым в беге с высокими барьерами на 120 ярдов, выступая за Среднюю школу в Модесто (штат Калифорния) на соревнованиях штата Калифорния CIF в 1923 году. В 1924 году он сильно пострадал в автокатастрофе; он полностью потерял зрение на один глаз и пропустил легкоатлетический сезон 1925 года.
В 1926 году Спенсер выиграл свой первый крупный титул — юниорское первенство Ассоциации американских университетов (AAU) в беге на 440 ярдов с барьерами. В следующем году он выиграл чемпионат Национальной ассоциации студенческого спорта (NCAA) в беге на 440 ярдов (47,7 с), что стало лучшим результатом сезона в мире в том году. В мае 1928 года он установил мировой рекорд в беге на 400 метров (47,0 с), но проиграл отборочные соревнования на Олимпиаду и был выбран в команду США только в эстафете. На Олимпиаде сборная США (Джордж Бейрд, Эмерсон Спенсер, Фредерик Элдермен, Рэй Барбути) финишировала с мировым рекордом (3:14,2 с), и завоевала олимпийское золото, опередив команды Германии и Канады.
После ухода из большого спорта он работал спортивным редактором «Сан-Франциско Ньюс», а затем тренером по лёгкой атлетике в Стэнфордском университете, своей альма-матер.
1 сентября 1931 года Спенсер женился на Лоре «Генриетте» Холлидей, дочери доктора Джона Лероя и Тейси Мари Холлидей.